# Matt Stover
John Matthew "Matt" Stover (født 27. januar 1968 i Dallas, Texas, USA) er en tidligere amerikansk footballspiller, der spiller i NFL som place kicker. Han spillede i NFL 1991, hvor han debuterede for Cleveland Browns, og 2009.
Stover var en del af det Baltimore Ravens-hold, der i 2001 vandt Super Bowl XXXV efter sejr over New York Giants. Han har én gang, i 2000, deltaget i Pro Bowl, NFL's All Star-kamp. 

## Klubben
- New York Giants (1990)
- Cleveland Browns (1991–1995)
- Baltimore Ravens (1996–2008)
- Indianapolis Colts (2009)